# 固體燃料
固体燃料是指可以通過燃烧释放能量、热量和光的各种固体物质。常见的固体燃料包括木材、木炭、泥炭、煤、颗粒燃料、玉米、小麦、黑麦和其他谷物。固体燃料可以用作火箭推进剂。